# Бумажные глаза Пришвина
«Бума́жные глаза́ При́швина» — советский фильм 1989 года.
Фильм посвящён популярной в годы перестройки теме культа личности Сталина.

## Сюжет
Сюжет выстроен по схеме «фильм в фильме». Телережиссёр Павел Пришвин (Александр Романцов) играет роль капитана госбезопасности в ленте о сталинизме, действие которой происходит в 1949 году. Сам Пришвин задумал сделать телепередачу о группе телевизионщиков, работавших в том же 1949 году. Он изучает архивные материалы, беседует с живыми членами группы, пытаясь восстановить события сорокалетней давности. Его внимание привлекает история загадочной гибели одного из актёров. Пришвин проводит расследование, предполагая, что здесь замешано МГБ. Но всё оказалось гораздо прозаичнее. Просто коллега актёра, приревновав к нему свою жену, вставил ему, пьяному, палку от швабры в рукава шубы, в результате чего тот упал и замёрз на морозе.
Необычное название фильма, эти странные «бумажные глаза» — связаны со следующей историей. Дикторам телевидения, читая новости, приходилось время от времени опускать глаза, следя за текстом. И вот в студию пришло письмо, где предлагалось наклеить им на веки бумажные глаза, чтобы, даже когда они будут читать, казалось, что они смотрят на телезрителей. С другой стороны, некоторые критики видят в «бумажных глазах» символ слепоты.

## В ролях
- Александр Романцов — Павел Пришвин
- Павел Рудаков — Лев Шутов
- Ирина Цивина — Алиса Алеева в молодости
- Евгений Барков — Леонид Сергеевич Беркутов
- Алла Шелест — Алиса Алеева
- Олег Ковалов — Хрусталёв
- Сергей Лаврентьев — Сергей Эйзенштейн
- Юрий Цапник — Лёва Шутов в молодости
- Юрий Кузнецов — актёр
- Владимир Дятлов
- Анатолий Векшин — Сан Саныч Шахматов

## Съёмочная группа
- Автор сценария: Валерий Огородников
- Режиссёр: Валерий Огородников
- Оператор: Валерий Миронов
- Художник-постановщик: Виктор Иванов
- Звукооператор — Алиакпер Гасан-заде

## Интересные факты
Изначально сценарий к кинофильму написал Ираклий Квирикадзе, который затем снял свою фамилию. Вот как он сам вспоминал об этом в 2011 году:

«[Валерий Огородников] пришел ко мне и сказал, что хочет снимать про зарождение телевидения в России. Он знал каких-то реальных людей из Питера, я с ними поговорил, прочел какие-то брошюры, собрал материалы и сочинил сценарий, который мне очень нравился. Назвал его „Бумажные глаза Пришвина“. И Валера стал снимать этот фильм. Там присутствовала эта атмосфера сталинской эпохи во всех эпизодах, но Валера пошел дальше. Эта была пора, когда в воздухе витала ругань Сталина, пошли разные фильмы о Сталине, документальные, игровые. Сверху была спущена директива: против Сталина — это хорошо. Это еще наложилось на борьбу с культом личности Брежнева. Пошла такая спекулятивная полоса… И вот, как ни странно, Валера этому поддался. И получился странный парадокс: я — один из самых первых, кто снял антисталинский фильм, и за это был крепко побит, а когда мне Валера показал, что он смонтировал, там есть эпизод, когда тягач тянет бюст Сталина, и бюст Сталина делает такую борозду по льду… Потом какой-то сон, когда Сталин танцует с героиней, хватает ее за задницу, а герой то ли бьет Сталина, то ли Сталин бежит по лестнице, и у него отваливается голова, катится, и оттуда идет дым… И мне это показалось безвкусицей. Я этого не писал, в моем сценарии этого не было. Если бы это было со вкусом сделано — я обожаю сюрреализм… а когда голова катится, из нее идет дым, вождь кого-то хватает за жопу, а потом в финале его, с издевкой, носом катят по льду — не знаю, это too much, ниже пояса. И я сказал Валере: „Понимаешь, Валера, только пойми меня правильно: у меня нет ничего просталинского. У тебя очень хорошая атмосфера там. Я не цензор, я сам потерпел от цензуры. Но убери эти несколько сцен, они ничего не добавляют“. И нашла коса на камень. Он меня уверял, что это на волне времени, когда об этом надо говорить. Может, я был не прав тогда, но мы с ним повздорили — без ругани, но я сказал, что если ты это оставишь, тогда я снимаю свою фамилию»
.